# Ребургиль
Ребурги́ль (фр. Rebourguil, окс. Reborguil) — коммуна во Франции, находится в регионе Окситания. Департамент — Аверон. Входит в состав кантона Бельмон-сюр-Ранс. Округ коммуны — Мийо.
Код INSEE коммуны — 12195.
Коммуна расположена приблизительно в 560 км к югу от Парижа, в 115 км восточнее Тулузы, в 55 км к югу от Родеза.

## Население
Население коммуны на 2008 год составляло 270 человек.
| 1962 | 1968 | 1975 | 1982 | 1990 | 1999 | 2008 |
| ---- | ---- | ---- | ---- | ---- | ---- | ---- |
| 429  | 360  | 312  | 286  | 251  | 301  | 270  |

## Экономика

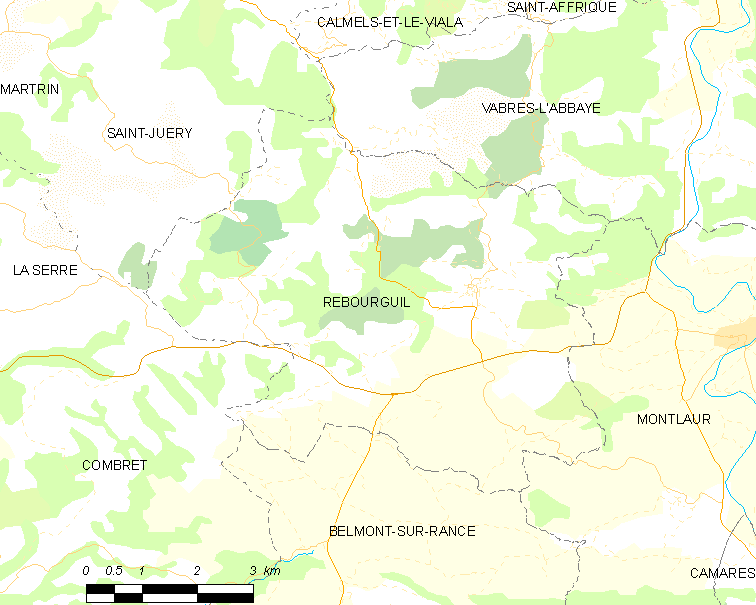
Карта коммуны

В 2007 году среди 162 человек в трудоспособном возрасте (15—64 лет) 128 были экономически активными, 34 — неактивными (показатель активности — 79,0 %, в 1999 году было 67,9 %). Из 128 активных работали 126 человек (70 мужчин и 56 женщин), безработных было 2 (1 мужчина и 1 женщина). Среди 34 неактивных 11 человек были учениками или студентами, 14 — пенсионерами, 9 были неактивными по другим причинам.